# John Scurti
John Martin Scurti (East Northport, ...) è un attore statunitense.

## Biografia
Nato a Northport a New York, John Scurti iniziò a frequentare la Fordham University, dove ha conseguito una laurea in Belle Arti. 
Uno dei suoi primi ruoli cinematografici importanti è stato The Ref nel 1994, in cui è apparso con Denis Leary. Ha mantenuto un'amicizia con Leary e nel 2004 inizia a chiedere di interpretare il tenente Ken Shea nella serie Rescue Me. 
Scurti ha interpretato Shea per tutte e sette le stagioni dello show e ha anche contribuito come scrittore. 
Negli anni '90 e all'inizio degli anni 2000, Scurti ha lavorato principalmente anche in televisione, ottenendo piccoli ruoli in episodi di spettacoli come Murphy Brown, Baywatch Nights, Spin City, Sex and the City, The Street, Law & Order, Ed e Monk. 
È apparso in due episodi di Luke Cage della Marvel e nel 2018 ha interpretato un personaggio ricorrente nella serie Netflix The Good Cop.

## Filmografia parziale

### Cinema
- Mona Lisa Smile, regia di Mike Newell (2003)
- La guerra dei mondi (War of the Worlds), regia di Steven Spielberg (2005)
- The Amazing Spider-Man, regia di Marc Webb (2012)
- As You Are, regia di Miles Joris-Peyrafitte (2016)
- The Irishman, regia di Martin Scorsese (2019)
- Bad Education, regia di Cory Finley (2019)

### Televisione
- Law & Order - I due volti della giustizia (Law & Order) - serie TV, 3 episodi (1994, 1999, 2008)
- Spin City - serie TV, 4 episodi (1996-1997)
- Sex and the City - serie TV, episodio 1x07 (1998)
- Law & Order: Criminal Intent - serie TV, episodio 1x02 (2001)
- Hope & Faith - serie TV, episodio 1x04 (2003)
- Rescue Me - serie TV, 90 episodi (2004-2011)
- Detective Monk - serie TV, episodio 3x01 (2004)
- Law & Order - Il verdetto (Law & Order: Trial by Jury) - serie TV, episodio 1x07 (2005)
- The Unusuals - serie TV, episodio 1x01 (2009)
- Dr. House - Medical Division - serie TV, episodio 8x06 (2011)
- Person of Interest - serie TV, episodio 1x16 (2012)
- Unforgettable - serie TV, episodio 2x01 (2013)
- House of Cards - Gli intrighi del potere (House of Cards) - serie TV, episodio 2x02 (2014)
- Luke Cage - serie TV, episodi 1x09, 2x06 (2016-2018)
- Blue Bloods - serie TV, episodio 6x17 (2016)
- La fantastica signora Maisel (The Marvelous Mrs. Maisel) - serie TV, 9 episodi (2018-2021)
- The Good Cop - serie TV, 5 episodi (2018)
- Rise - serie TV, episodi 1x02, 1x10 (2018)
- Bull - serie TV, episodio 3x06 (2018)

## Doppiatori italiani
Nelle versioni in italiano delle opere in cui ha recitato, John Scurti è stato doppiato da:
- Riccardo Lombardo in Law & Order: Criminal Intent
- Gianni Bersanetti in Rescue Me
- Giovanni Petrucci in Detective Monk
- Saverio Indrio in Dr. House - Medical Division
- Gianni Giuliano in Person of Interest
- Luigi Ferraro in Unforgettable
- Carlo Cosolo in House of Cards - Gli intrighi del potere
- Renato Cecchetto in Luke Cage
- Mino Caprio in Blue Bloods
- Leslie La Penna ne La fantastica signora Maisel
- Gaetano Lizzio in The Good Cop
- Guido Sagliocca in Bull